# Приморская ГРЭС
Приморская ГРЭС — тепловая электростанция, расположенная в посёлке городского типа Лучегорск Приморского края России. Самая мощная тепловая электростанция (и вторая по мощности, после Бурейской ГЭС, электростанция в целом) на Дальнем Востоке России. Принадлежит ООО «Сибирская генерирующая компания».

## Конструкция станции
Приморская ГРЭС представляет собой тепловую паротурбинную электростанцию с комбинированной выработкой электроэнергии и тепла. Установленная мощность электростанции — 1467 МВт, тепловая мощность — 237 Гкал/час. Станция работает по конденсационному графику с попутной выработкой тепла. Проектное топливо — бурый уголь марки 1 БР (Бурый Рядовой) Бикинского буроугольного месторождения, фактически помимо него также используются угли других месторождений (Ерковецкого, Павловского, Харанорского, Раковского). Станция расположена в непосредственной близости от Лучегорского угольного разреза и входит с ним в единый хозяйственный комплекс.
Приморская ГРЭС построена по блочной схеме. Основное оборудование электростанции:
- Два дубль-блока (ст. № 1 и 2) мощностью по 110 МВт, каждый состоит из турбины К-110-90-7, турбогенератора ТВФ-120-2 и двух котлоагрегатов БКЗ-220-100Ф. Работают на давлении пара 90 атм.
- Два дубль-блока (ст. № 3 и 4) мощностью по 96 МВт, каждый состоит из турбины Т-96/110-90, турбогенератора ТВФ-120-2 и двух котлоагрегатов БКЗ-220-100Ф. Работают на давлении пара 90 атм.
- Четыре моноблока (ст. № 5-8) мощностью по 210 МВт, каждый состоит из турбины К-210-130-3, турбогенератора ТГВ-200-2МУ-3 и котлоагрегата БКЗ-670-140Ф. Работают на давлении пара 130 атм.
- Один моноблок (ст.№ 9) мощностью 215 МВт, состоит из турбины К-215-130-1, турбогенератора ТГВ-200-2М, котлоагрегата БКЗ-670-140Ф. Работает на давлении пара 130 атм.

Система теплоснабжения обеспечивает теплом производственные помещения станции и посёлок Лучегорск, работает путём подогрева сетевой воды паром, отбираемым с турбин энергоблоков № 1,2,3,4 и 9.
Система технического водоснабжения Приморской ГРЭС — оборотная с водохранилищем-охладителем (Лучегорское водохранилище). Площадь зеркала водохранилища 10,43 км², объем 43,6 млн м³. Подпитка водохранилища осуществляется за счет естественного стока реки Контровод и из реки Бикин. Подача воды на охлаждение конденсаторов турбин осуществляется по открытому подводящему каналу длиной 1200 м, рассчитанному на расход воды 85 м³/сек. Станция использует три дымовые трубы, наибольшая из которых (возведенная в 1990 году) имеет высоту 330 м и является самым высоким сооружением в регионе.
Выдача электроэнергии Приморской ГРЭС в энергосистему производится с открытых распределительных устройств напряжением 110, 220 и 500 кВ по следующим линиям электропередачи:
- ВЛ 500 кВ Приморская ГРЭС — ПС Хехцир-2;
- ВЛ 500 кВ Приморская ГРЭС — ПС Дальневосточная;
- ВЛ 500 кВ Приморская ГРЭС — ПС Чугуевка-2;
- ВЛ 220 кВ Приморская ГРЭС — ПС Губерово-тяговая;
- ВЛ 220 кВ Приморская ГРЭС — ПС Бикин-тяговая;
- ВЛ 220 кВ Приморская ГРЭС — ПС Розенгартовка-тяговая;
- ВЛ 220 кВ Приморская ГРЭС — ПС НПС-36;
- ВЛ 220 кВ Приморская ГРЭС — ПС НПС-38;
- ВЛ 220 кВ Приморская ГРЭС — ПС Лесозаводск с отпайкой на ПС Иман;
- ВЛ 110 кВ Приморская ГРЭС — ПС Разрез — ПС Надаровская — ПС Ласточка-тяговая;
- ВЛ 110 кВ Приморская ГРЭС — ПС Насосная — ПС Лучегорск (2 цепи);
- ВЛ 110 кВ Приморская ГРЭС — ПС Разрез — ПС Надаровская — ПС Игнатьевка.

## История строительства и эксплуатации
Дирекция строящейся Приморской ГРЭС была создана 1 апреля 1965 года. Первый энергоблок станции был пущен 15 января 1974 года, второй и третий энергоблоки — в 1975 году, четвертый — в 1977 году. После этого технический проект Приморской ГРЭС был полностью пересмотрен в пользу строительства более крупных энергоблоков мощностью по 210 МВт. Первый на Дальнем Востоке энергоблок такой мощности (станционный № 5) был введен в эксплуатацию на Приморской ГРЭС 18 декабря 1980 года. Шестой и седьмой энергоблоки были запущены в 1982 и 1983 годах, 4 апреля 1984 года был введен в строй восьмой энергоблок, что означало окончание строительства первой очереди электростанции мощностью 1280 МВт в составе 8 энергоблоков. В июле 1990 года был сдан в эксплуатацию 9-й энергоблок мощностью 215 МВт, станция достигла полной установленной мощности 1485 МВт и её строительство было завершено.
В 1995 и 1996 годах, была проведена реконструкция турбоагрегатов с целью организации регулируемого теплофикационного отбора. После реконструкции была произведена перемаркировка с некоторым снижением мощности турбоагрегатов 3-го и 4-го энергоблоков, в результате чего установленная мощность Приморской ГРЭС составила 1467 МВт. С 1997 года Приморская ГРЭС и Лучегорский угольный разрез вошли в состав единой организации — Лучегорского топливно-энергетического комплекса. В 2020 году в рамках сделки по обмену активами Приморская ГРЭС и Лучегорский угольный разрез перешли в собственность группы СУЭК.
Приморская ГРЭС играет важную роль в энергосистеме Дальнего Востока России, её выработка обеспечивает около половины потребления электроэнергии в Приморском крае.
16 августа 2024 года в результате серьёзной аварии на линии «Приморская ГРЭС — Хехцир-2» произошло массовое отключение электроэнергии, затронувшее бо́льшую часть Приморского края и незначительную часть Хабаровского.

## Галерея

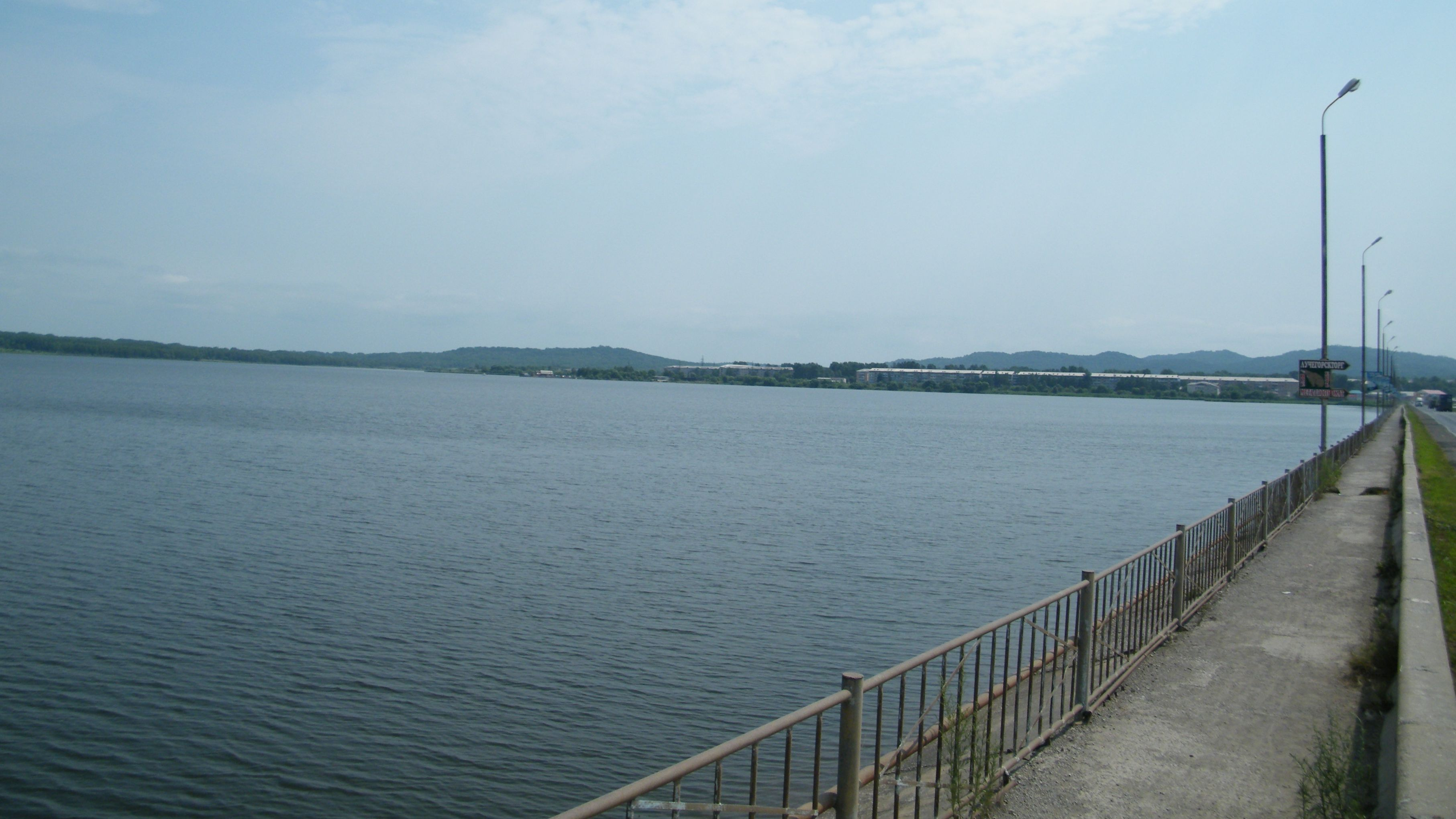
Лучегорское водохранилище на реке Контровод
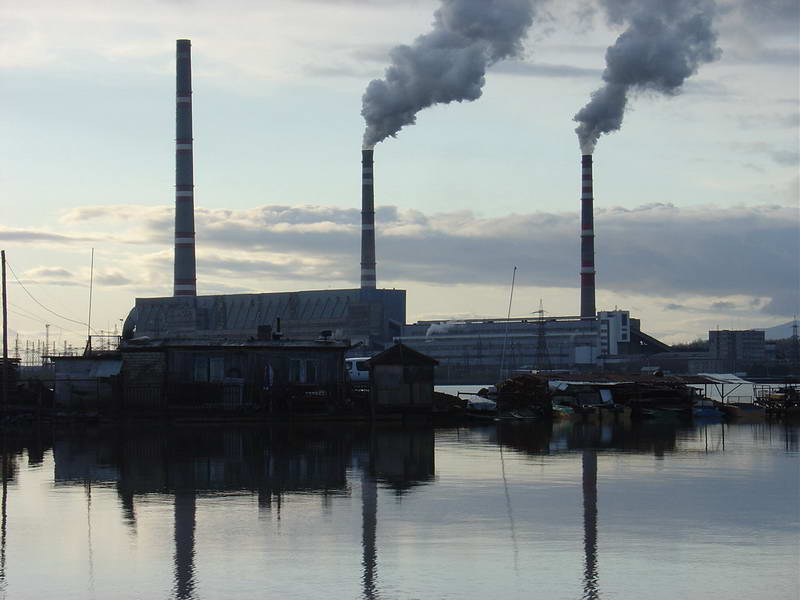
Приморская ГРЭС
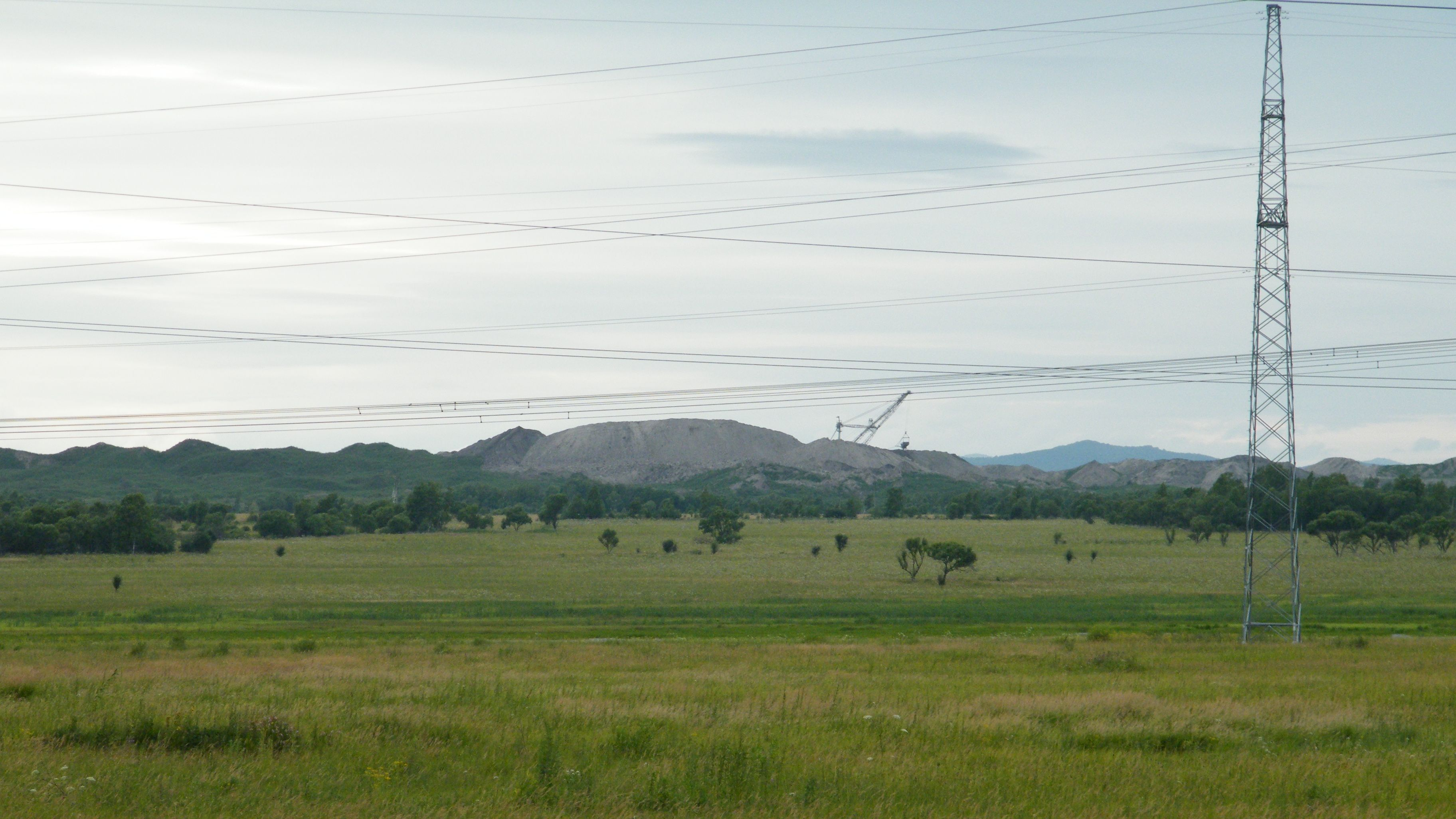
Лучегорский угольный разрез